# Abitur in Bremen
Das Abitur in Bremen wird nach drei Jahren Oberstufe vergeben, die sich in eine einjährige Einführungsphase und eine zweijährige Qualifikationsphase gliedert.

## Qualifikationsphase

### Belegungspflicht
Die Fächer Deutsch, Mathematik, eine fortgeführte Fremdsprache, ein gesellschaftswissenschaftliches Fach sowie eine Naturwissenschaft und Sport müssen durchgängig belegt werden. Hinzu kommen noch weitere Kurse, die mindestens zwei Halbjahre belegt werden müssen. Dies sind:
- Geschichte oder Politik (4 Halbjahre)
- Kunst oder Musik oder Darstellendes Spiel
- Religion oder Philosophie.

### Leistungskurse
Jeder Schüler wählt zwei Leistungskurse, von denen einer entweder Deutsch, eine fortgeführte Fremdsprache oder Mathematik sein muss. Alternativ ist die Kombination aus einer Naturwissenschaft und einer Gesellschaftswissenschaft möglich.

### Projektarbeit
In einem der vier Halbjahre der zweijährigen Qualifikationsphase muss eine Projektarbeit angefertigt werden. Diese muss fachübergreifend sein und mindestens zwei Fächer abdecken. Die Note für die Projektarbeit setzt sich aus den Bewertungen für das Projektergebnis, der Präsentation der Ergebnisse und einer Diskussionsrunde zum Thema zusammen. Die Projektarbeit kann eine Einzel- oder Gruppenarbeit sein und darf nicht mit 0 Punkten bewertet werden, um eine Zulassung für die Abiturprüfungen zu erhalten.

## Abiturprüfungen

### Schriftliche Prüfungen
Nach dem vierten Halbjahr der Qualifikationsphase finden die Abiturprüfungen statt. Drei Fächer werden schriftlich geprüft, darunter sind zwei Prüfungen in den beiden gewählten Leistungskursen.

### Mündliche Prüfungen
Die vierte Prüfung erfolgt mündlich. Außerdem hat man die Möglichkeit, sich freiwillig in einer 5. Prüfung in Form einer Besonderen Lernleistung prüfen zu lassen.

## Abiturnote
Die Abiturnote setzt sich aus den erreichten Leistungen während der Studienstufe und in den Abiturprüfungen zusammen.

### Block I – Ergebnisse aus der Qualifikationsphase
Insgesamt 40 Halbjahresleistungen müssen hier eingebracht werden. Die ersten 3 Halbjahre der beiden Leistungskurse werden jeweils doppelt gewertet. Mindestens 200 von maximal 600 möglichen Punkten müssen in diesem Block erreicht werden, um das Abitur zu bestehen.

### Block II – Ergebnisse aus der Abiturprüfung
Alle Ergebnisse der Abiturprüfung gehen in die Abiturnote ein und werden vierfach gewertet, sofern 5 Abiturprüfungen abgelegt wurden. Wenn auf die 5. Prüfung in Form der Besonderen Lernleistung verzichtet wurde, werden die vier Ergebnisse jeweils fünffach gewertet. Mindestens 100 von maximal 300 möglichen Punkten müssen in den Abiturprüfungen zum Bestehen erreicht werden.
Die Gesamtpunktzahl erhält man durch Addition beider Blöcke und rechnet diese anhand der Punktetabelle in die Abiturnote um.
| Punkte  | ∅   |  | Punkte  | ∅   |  | Punkte  | ∅   |
| ------- | --- |  | ------- | --- |  | ------- | --- |
| 300     | 4,0 |  |         |     |  |         |     |
| 301–318 | 3,9 |  | 481–498 | 2,9 |  | 661–678 | 1,9 |
| 319–336 | 3,8 |  | 499–516 | 2,8 |  | 679–696 | 1,8 |
| 337–354 | 3,7 |  | 517–534 | 2,7 |  | 697–714 | 1,7 |
| 355–372 | 3,6 |  | 535–552 | 2,6 |  | 715–732 | 1,6 |
| 373–390 | 3,5 |  | 553–570 | 2,5 |  | 733–750 | 1,5 |
| 391–408 | 3,4 |  | 571–588 | 2,4 |  | 751–768 | 1,4 |
| 409–426 | 3,3 |  | 589–606 | 2,3 |  | 769–786 | 1,3 |
| 427–444 | 3,2 |  | 607–624 | 2,2 |  | 787–804 | 1,2 |
| 445–462 | 3,1 |  | 625–642 | 2,1 |  | 805–822 | 1,1 |
| 463–480 | 3,0 |  | 643–660 | 2,0 |  | 823–900 | 1,0 |